# Torre della Gabbia

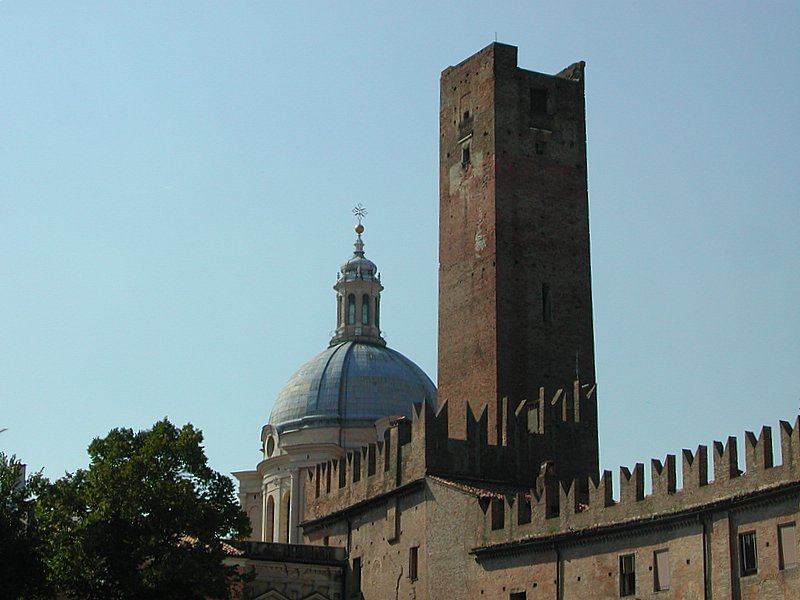
Der Turm della Gabbia von der Piazza Sordello aus gesehen

Torre della Gabbia ist ein mittelalterliches Gebäude in der Via Cavour 102 in Mantua, das auf der gegenüberliegenden Seite des Hauptplatzes der Stadt, der Piazza Sordello, steht.

## Geschichte

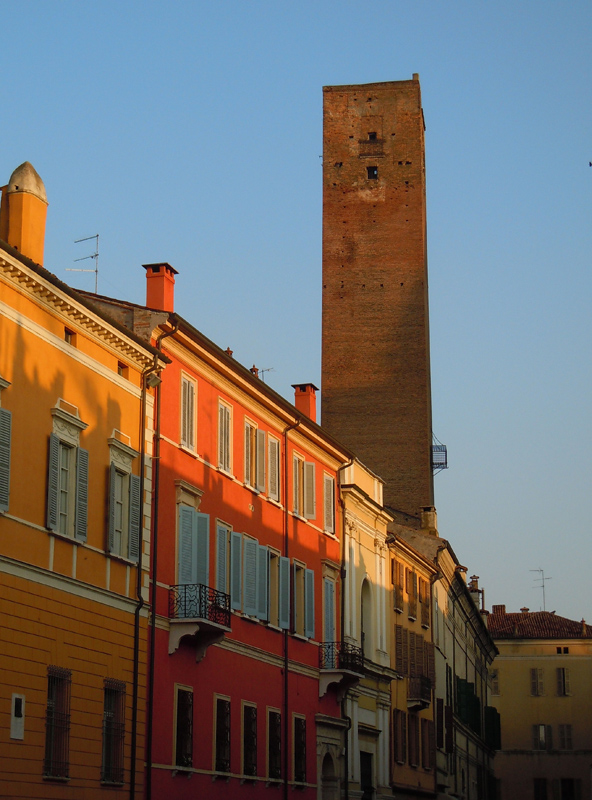
Torre della Gabbia, Seite der Via Cavour

Der von der Familie Acerbi errichtete Turm wurde im Jahr 1281 an Pinamonte dei Bonacolsi verkauft. Nach dem Niedergang der Bonacolsi wurde der Turm lange Zeit vernachlässigt, bis er renoviert wurde, um in den darunter liegenden Palast der Familie Guerrieri Gonzaga integriert zu werden. Vor allem die Fassade zur heutigen Via Cavour hin wurde wieder aufgebaut.
Seinen heutigen Namen erhielt der Turm, als Herzog Guglielmo Gonzaga im Jahr 1576 den großen Eisenkäfig als „Freiluftgefängnis“ errichten ließ. Bis dahin war er als Acerbi-Turm bekannt. In dem Hängekäfig wurden die Verurteilten auf den öffentlichen Platz gestellt, wo sie manchmal für längere Zeit blieben; berühmt ist der Fall eines Börsenmaklers jener Zeit, eines gewissen Marchino Ziganti, der dort nicht weniger als drei Monate inhaftiert war. Am 10. Januar 1526 schenkte Francesco II. Gonzaga das Gebäude zusammen mit dem angrenzenden Palast an die Familie Guerrieri Gonzaga. Im Jahr 1850 ging der Besitz an den Senator Giuseppe Cadenazzi über, bis der restaurierungsbedürftige Turm im Zuge einer Teilung des Eigentums der Gemeinde Mantua geschenkt wurde.
Der Turm ist 55 Meter hoch. Es handelt sich um einen mittelalterlichen Bau, der jedoch im 16. Jahrhundert teilweise erneuert wurde, als die Fassade zur heutigen Via Cavour hin dem typischen Renaissancestil angepasst wurde, indem elegante Lisenen aus Marmor und Verzierungen der mantegnesken Schule eingefügt wurden. Der Käfig, der dem Gebäude seinen Namen gibt, besteht aus dicken Eisenstangen, die einen engen Raum von zwei Metern Länge, einem Meter Breite und etwas mehr als einem Meter Höhe umschließen. Offensichtlich sollte die Enge das Leiden der „Eingesperrten“ noch verschlimmern. Neben dem Turm befindet sich die Bonacolsi-Kapelle, die mit einem Bilderzyklus aus dem 14. Jahrhundert im Stil des Giotto geschmückt ist.
Das Erdbeben vom 20. Mai 2012 (Magnitude 5,9, Epizentrum im Gebiet um Mirandola), das auch die Stadt Mantua betraf, verursachte offenbar auch Schäden am Torre della Gabbia, wobei Ziegel und Schutt herabfielen und Risse entstanden.
Im Juni 2017 begannen die Restaurierungs- und Wiederherstellungsarbeiten am Turm, nach deren Abschluss die Besteigung der Turmspitze als Aussichtspunkt möglich sein wird.